# 福山愛保
福山 愛保（ふくやま よしやす、1947年（昭和22年）5月 - ）は、日本の薬学者。徳島文理大学薬学部学部長。大阪市立大学理学部卒業。同大学大学院理学研究科後期博士課程修了（理学博士）。

## 経歴
- 1970年 - 大阪市立大学理学部卒業。
- 1972年 - 同大学大学院理学研究科前期博士課程修了。
- 1975年 - 同大学大学院理学研究所後期博士課程修了。
- 1975年 - オレゴン州立大学化学科博士研究員就任。
- 1978年 - 大塚製薬天然物化学研究所研究員就任。
- 1988年 - 徳島文理大学薬学部助教授就任。
- 1995年 - 同大学同学部教授就任。
- 2006年 - 新潟大学大学院自然科学研究科非常勤講師就任。
- 2011年 - 2019年 徳島文理大学薬学部長、大学院薬学研究科長
- 2012年 - 2020年 高知大学医学部非常勤教授

## 受賞
- 2006年 - 徳島新聞賞科学賞（徳島新聞社）[2]

## 所属学会
- 日本薬学会、日本生薬学会、日本化学会、アメリカ化学会、有機合成化学協会、国際複素環学会

## 著書
- 『天然物の全合成』（化学同人、2009年）
- 『天然物化学-植物編-』（アイピーシー、2007年）